# Pseudokardinal
En pseudokardinal är en kardinal utsedd av en motpåve.
Pseudokardinalernas status är omtvistad. Det utnämndes många pseudokardinaler under den medeltida investiturstriden samt under den stora schismen. Vissa pseudokardinaler kom så småningom att stödja den rättmätige påven.